# Matthias Krieger (Judoka)
Matthias Krieger (* 1. August 1984 in Sinsheim) ist ein deutscher Para Judoka. Der sehbehinderte Krieger ist Mitglied im 1. Mannheimer Judo Club.

## Sportliche Erfolge
- 2007 – 3. Platz bei den Europameisterschaften
- 2006 – 3. Platz bei den Weltmeisterschaften, Brommat
- 2005 – 3. Platz bei den Europameisterschaften, Rotterdam; 1. Platz IDEM, Gladbeck
- 2004 – 5. Platz bei den Sommer-Paralympics 2004 in Athen
- 2003 – 5. Platz Weltmeisterschaften Quebec
- 2008 – 5. Platz bei den Sommer-Paralympics 2008 in Peking
- 2010 - 1. Platz Weltmeisterschaften Antalya
- 2012 – 3. Platz (Bronze-Medaille) bei den Sommer-Paralympics 2012 in London[3]